# Леоберсдорф
Леоберсдорф (нім. Leobersdorf) — ринкове містечко з 5259 мешканцями (станом на 1 січня 2023) в окрузі Баден у Нижній Австрії.

## Географія
Леоберсдорф розташований на виході з долини Трієстінг на краю Віденської улоговини і перетинає Трієстінг. Площа торгового містечка займає 12,34 квадратний кілометр. 15.91 відсоток території покрито лісом.

## Економіка та інфраструктура

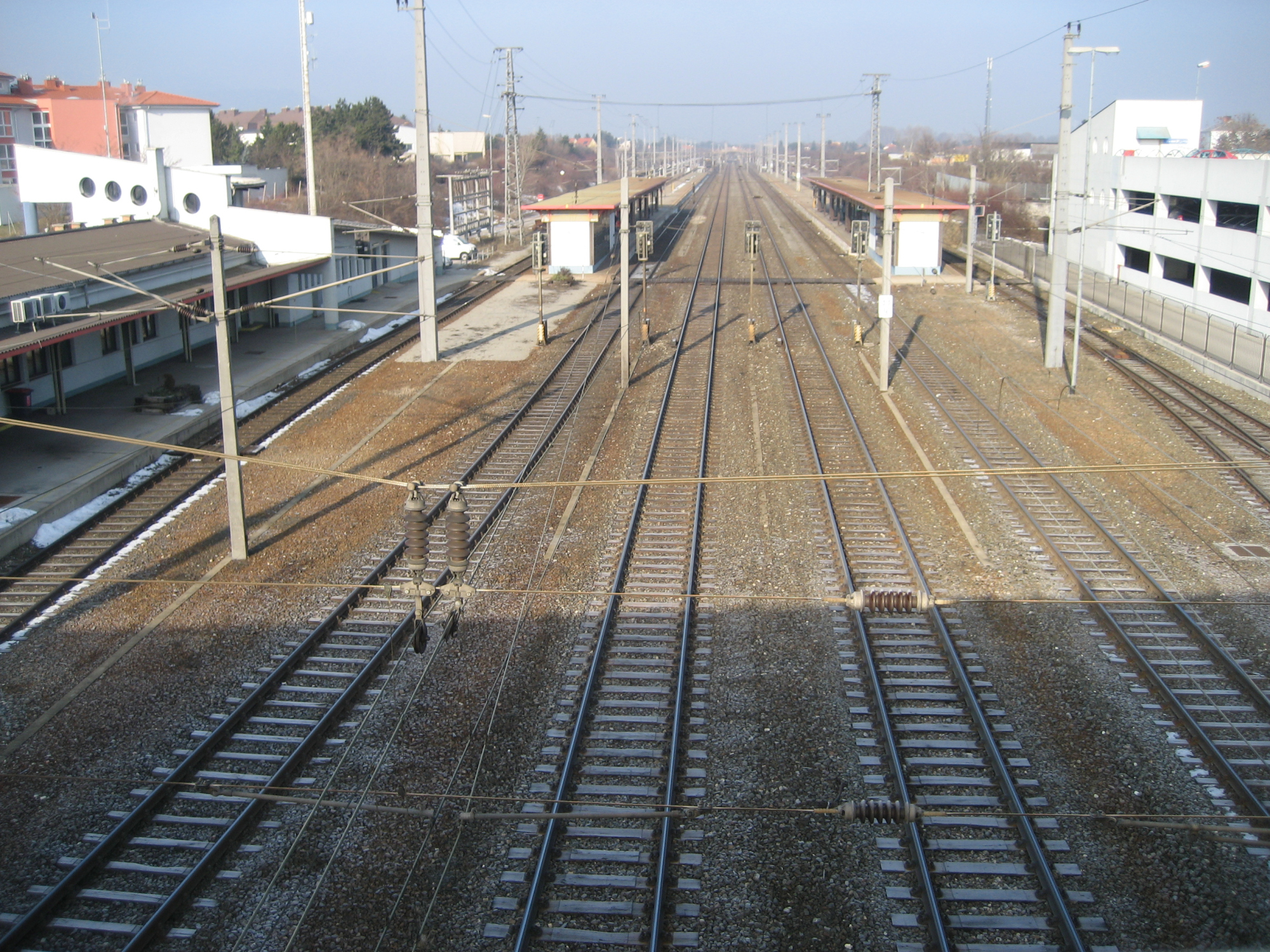
Колії та платформи на станції Леоберсдорф.

У 2023 році Леоберсдорф стане промисловим містом завдяки зручному транспортному розташуванню. Бізнес-парк Аредпарк був доданий до старих підприємств, таких як цегельний завод і машинобудівний завод Леоберсдорф. Він отримав більшу популярність завдяки аутлет-центру Леовілл, будівництво якого було завершено у 2005 році.